# Gravissimum Supremi (encíclica)
Gravissimum Supremi é uma encíclica do Papa Bento XIV, de 8 de setembro de 1745, na qual o Pontífice convida a realizar com frequência missões populares no Reino de Nápoles e confia sua orientação ao cardeal Spinelli, arcebispo de Nápoles.

## Fonte
- Tutte le encicliche e i principali documenti pontifici emanati dal 1740. 250 anni di storia visti dalla Santa Sede, a cura di Ugo Bellocci. Vol. I: Benedetto XIV (1740-1758), Libreria Editrice Vaticana, Città del Vaticano 1993

## Itens relacionados
- Papa Bento XIV
- Encíclica